# Pseudopachychaeta rectinervis
Pseudopachychaeta rectinervis är en tvåvingeart som först beskrevs av Becker 1912.  Pseudopachychaeta rectinervis ingår i släktet Pseudopachychaeta och familjen fritflugor.
Artens utbredningsområde är Etiopien. Inga underarter finns listade i Catalogue of Life.